# Тејзи Лоренс
Анастасија Катја Брези „Тејзи” Данрај (енгл. Anastasia Katya Breezy „Tasie” Dhanraj; 22. децембар 1990) је енглеска глумица која је најпознатија по улози Мере Џефри у ТВ серији Кућа бога Анубиса.

## Филмографија
| Улоге Тејзи Лоренс |                   |               |            |          |
| Година             | Српски назив      | Изворни назив | Улога      | Напомена |
| 2011—2013.         | Кућа бога Анубиса |               | Мера Џафри |          |
| 2012.              | Кула              |               | Мина       |          |
| 2014.              | Хијероглиф        |               | Рен        |          |